# استرالیا در المپیک تابستانی ۲۰۱۶

استرالیا از ۵ تا ۲۱ اوت ۲۰۱۶ در بازی‌های المپیک تابستانی ۲۰۱۶ در ریو دو ژانیرو در برزیل به رقابت پرداختند. استرالیا با ۸ طلا، ۱۱ نقره و ۱۰ برنز در جایگاه دهم دنیا قرار گرفت.